# 石川県道134号輪島港線
石川県道134号輪島港線（いしかわけんどう134ごう わじまこうせん）とは、石川県輪島市市内にある一般県道（石川県道）である。

## 路線概要
- 起点：石川県輪島市輪島崎町1字78番1地先
- 終点：輪島市鳳至町石浦47番地先（＝住吉神社西交差点・石川県道38号輪島浦上線交点）

輪島崎の先端の近くから、輪島漁港を経て、石川県道38号輪島浦上線と接続する。起点のある輪島崎町周辺は3階建ての家屋が多く立ち並ぶ住宅密集地である。起点のある輪島崎町宮町地区は日本海に面しているものの、高い防波堤が視界を遮っており、当県道からは直接は臨めない。途中の海士町（あままち）と鳳至町とが混在する地点（海士町自治会館付近）までは破線のセンターラインの敷かれた片側1車線の幅員をもっているものの、輪島漁港を離れ、鳳至町上町地区方向に向きを変えてからは、普通車でも離合がやや困難な1車線弱の幅員となっている。住吉神社前交差点で更に西方に向きを変え、約100m離れた住吉神社西交差点で石川県道38号輪島浦上線と交わり終点となる。

## 歴史
- 1960年（昭和35年）10月15日：輪島港から、現在の経路と県道濁池輪島線（現在の石川県道38号輪島浦上線）を経て、国道249号に至るまでの区間を「県道輪島港線」に認定。
- 1977年（昭和52年）：輪島市鳳至町石浦から国道249号までの区間を除外。

## 接続道路
- 石川県道38号輪島浦上線（輪島市鳳至町石浦・神社西交差点：終点）

## 通過する自治体
- 石川県
  - 輪島市

## 周辺
- 鴨ヶ浦
- 袖ヶ浜海水浴場
- 輪島港
- 鳳来山公園
- 輪島温泉
- 輪島市立鳳至小学校
- 輪島市鳳至体育センター
- 河原田川